# Echium bramwellii
Echium bramwellii är en strävbladig växtart som beskrevs av Kunkel. Echium bramwellii ingår i släktet snokörter, och familjen strävbladiga växter. Inga underarter finns listade i Catalogue of Life.